# Chúa tàu Kim Quy
Chúa tàu Kim Quy là một bộ điện ảnh truyền hình Việt Nam được sản xuất bởi Hãng phim Truyền hình Thành phố Hồ Chí Minh, do Châu Huế đạo diễn. Kịch bản do Nguyễn Hồ chuyển thể từ truyện ngắn cùng tên của nhà văn Hồ Biểu Chánh. Với các diễn viên Hoàng Phúc, Lê Quang, Kinh Quốc, Nguyễn Hoàng...
Truyện ngắn "Chúa tàu Kim Quy" vốn được phỏng theo tiểu thuyết "Bá tước Monte Cristo" của Alexandre Dumas.

## Nội dung
Lấy bối cảnh vào khoảng năm 1830 dưới thời Minh Mạng. Em gái Lê Thủ Nghĩa bị Trần Tấn Thân xâm phạm tiết hạnh, nên Thủ Nghĩa đánh Tấn Thân gãy tay.
Ðể trả thù, Tấn Thân đút tiền cho quan huyện vu cáo Thủ Nghĩa theo đạo Thiên Chúa, nên chàng bị án chung thân. Trong nhà ngục chàng kết thân với một người Khách gia  và học nói tiếng Quảng Ðông. Trước khi chết người này tiết lộ mình là cháu bốn đời của Mạc Cửu. Cha của ông có giấu nhiều vàng bạc tại đảo Kim Quy, một hòn đảo nhỏ ở phía nam đảo Phú Quốc.
Thủ Nghĩa thừa lúc nhà ngục hỗn loạn đã trốn thoát trở về quê thì được biết cha mẹ và em gái đã chết. Chàng tìm được kho tàng, giả làm khách Quảng Ðông mua tàu đi buôn và trở thành chúa tàu Kim Quy.

## Diễn viên
- Hoàng Phúc trong vai Lê Thủ Nghĩa
- Lê Quang trong vai Trần Mừng
- Kinh Quốc trong vai Kĩnh Chi
- Nguyễn Hoàng trong vai Trần Tấn Thân
- Đinh Thơ trong vai Thủ Thành
- Nguyên Hạnh trong vai Tám Phi
- Trần Kim Ngân trong vai Thu Thủy
- Kim Ngân trong vai Chính Chuyên

## Sản xuất
Trong quá trình quay cảnh đào hầm thoát khỏi nhà ngục, cây rìu của diễn viên Hoàng Phúc bị rơi và cứa đứt ngón tay út khiến anh phải khâu mất 5 mũi. Mọi cảnh hành động sau đó của anh đều phải có người đóng thế dù anh từng học qua Vovinam.
Dù có bối cảnh khá gần nhau nhưng nhưng ngôi nhà của Lê Thủ Nghĩa được quay ở Bình Dương, còn dinh cơ của Trần Tấn Thân lại tọa lạc ở Long Thành; nhà của chúa tàu Kim Quy ở Hà Tiên mà huyện đường của chúa tàu lại ở Huế.

## Phát sóng
Hai tập của Chúa tàu Kim Quy được phát sóng lần đầu trên HTV7, lần lượt vào ngày 14 và 27 tháng 7 năm 2002.

## Giải thưởng
| Năm  | Giải thưởng         | Hạng mục   | Kết quả       | Nguồn |
| ---- | ------------------- | ---------- | ------------- | ----- |
| 2003 | Giải Cánh diều 2002 | Phim video | Cánh diều Bạc | [ 5 ] |